# CKY
CKY (Camp Kill Yourself) er et amerikansk rock-band der består af Deron Miller (vokal, guitar, bas), Chad Ginsburg (guitar, vokal, bas, producer), Jess Margera (trommer) og Matt "Dice" Deis (bas).
De har blandt andre produceret soundtrack til Jackass-serien.
| Musikgruppe | Spire Denne artikel om en amerikansk musikgruppe er en spire som bør udbygges. Du er velkommen til at hjælpe Wikipedia ved at udvide den. |